# 2018-as szlovéniai parlamenti választások
A 2018-as szlovéniai parlamenti választásokat, amelyeket június 3-án, vasárnap tartottak, a Janez Janša vezette Szlovén Demokrata Párt (szlovénül Slovenska demokratska stranka, rövidítve SDS) nyerte, megszerezve a 90 mandátum közül 25-öt. A jobboldali, liberális konzervatív, bevándorlásellenes SDS nehéz koalíciós tárgyalásokra számíthat.
Az előrehozott választásra azután került sor, hogy Miro Cerar, a Modern Közép Párt miniszterelnöke március 14-én lemondott a posztjáról. A harmadik egymást követő előrehozott választás volt Szlovéniában 2011 és 2014 után.

## Választási rendszer
Szlovéniában a Parlamentnek összesen 90 mandátuma van, amit kétféle módon osztanak ki: 88 mandátumot nyílt, preferenciás listás, arányos képviseleti szavazás során osztanak ki, a 11 szlovéniai többmandátumos választókerületben, amikben választókerületenként 8-8 képviselőt lehet megválasztani. A választás során a Droop-kvótát is alkalmazzák. A töredékszavazatokat azoknak a pártoknak osztják ki a D'Hondt-módszer szerint, akik átlépték a 4%-os bejutási küszöböt. A maradék 2 mandátumot többségi szavazási rendszer értelmében az olasz és a magyar kisebbségek jelöltjei adják.

## Választási kampány

### Pártok szlogenjei
| Párt neve                                  | Eredeti szlogen                   | Magyar jelentésük                           | Hivatkozások |
| ------------------------------------------ | --------------------------------- | ------------------------------------------- | ------------ |
| Szlovén Demokrata Párt                     | Zate                              | „Neked!”                                    | [ 3 ]        |
| Marjan Šarec Listája                       | Človek. Skupnost. Država          | „Emberek. Közösség. Állam”                  |              |
| Szlovén Szociáldemokraták                  | Samozavestna Slovenija            | „Megbízható Szlovénia”                      |              |
| Modern Közép Párt                          | Bolje za sve                      | „Jobb mindenkinek!”                         |              |
| Új Szlovénia - Kereszténydemokraták        | Tonin misli resno                 | „Toni így gondolja”                         |              |
| Baloldali Párt (Szlovénia)                 | Blaginja za sve. ne le za peščičo | „Esély mindenkinek, nem csak a keveseknek.” |              |
| Szlovéniai Nyugdíjasok Demokratikus Pártja | Vrinom ljudem dostojanstvo        | „Adjuk vissza a méltóságot az embereknek!”  |              |
| Alenka Bratušek Pártja                     | Prihodnovst za sve                | „Jövőt mindenkinek!”                        |              |
| Szlovén Nemzeti Párt                       | Zmago                             | „Akarat”                                    |              |

## Választási eredmények
|                                         | Janez Janša                             | Szlovén Demokrata Párt                  | 219,617   | 24.94 |
|                                         | Marjan Šarec                            | Marjan Šarec Listája                    | 111,405   | 12.65 |
|                                         | Dejan Židan                             | Szlovén Szociáldemokraták               | 87,371    | 9.92  |
|                                         | Miro Cerar                              | Modern Közép Párt                       | 85,884    | 9.75  |
|                                         | Luka Mesec                              | Baloldal                                | 82,018    | 9.32  |
|                                         | Matej Tonin                             | Új Szlovénia - Kereszténydemokraták     | 62,759    | 7.13  |
|                                         | Alenka Bratušek                         | Alenka Bratušek Pártja                  | 45,116    | 5.12  |
|                                         | Karl Erjavec                            | Szlovén Nyugdíjasok Demokratikus Pártja | 43,205    | 4.91  |
|                                         | Zmago Jelinčič Plemeniti                | Szlovén Nemzeti Párt                    | 36,928    | 4.19  |
| Érvénytelen szavazatok                  | Érvénytelen szavazatok                  | Érvénytelen szavazatok                  | 10,095    | –     |
| Összes szavazat                         | Összes szavazat                         | Összes szavazat                         | 890,567   | 100   |
| Választásra jogosultak/Részvételi arány | Választásra jogosultak/Részvételi arány | Választásra jogosultak/Részvételi arány | 1,712,667 | 52.01 |
| Forrás: Volitve                         |                                         |                                         |           |       |

## Fordítás
Ez a szócikk részben vagy egészben  a   Slovenian parliamentary election, 2018 című angol Wikipédia-szócikk ezen változatának fordításán alapul.  Az eredeti cikk szerkesztőit annak laptörténete sorolja fel. Ez a jelzés csupán a megfogalmazás eredetét és a szerzői jogokat jelzi, nem szolgál a cikkben szereplő információk forrásmegjelöléseként.